# Покровское (Шумерлинский район)
Покро́вское (Покровск, 1939) (чув. Покровское) — посёлок в Шумерлинском районе Чувашской Республики. Входит (с 2021 года) в Шумерлинский муниципальный округ, ранее в Магаринское сельское поселение.

## География
Посёлок лежит в пределах Чувашского плато и находится на административной границе с Красночетайским районом, на левобережье р. Кумажана.
Расстояние до Чебоксар 128 км, до райцентра 26 км, до ж.-д. станции 26 км.
Ближайшие населенные пункты: пос. Полярная Звезда (1,4 км), д. Егоркино (1 км), пос. Комар (1,9 км), д. Горбатовка (2 км), д. Верхний Магарин (3 км), пос. Триер (3,2 км).

## Название
Название селения Покровск/Покровское оставило память о хозяине этих земель до прихода советской власти Прокофия Никитича, родом с Украины, из деревни Покровка.

## История
Возник во 2-й половине 1920-х гг. В 1928 совместно с пос. Полярная Звезда образован колхоз «Полярная звезда». В 1930-е годах сюда стали переселяться со всей округи. Известны имена первопоселенцев: Кустиков Иван Петрович, Филиппов Андрей, Волков Константин. Жители занимались земледелием.
Административно-территориальная принадлежность
- 1928—1935 — в составе Красночетайского района
- 1935—1965 — в составе Шумерлинского района
- 1965—1966 — в составе Шумерлинского горсовета
- с 1966 — в составе Шумерлинского района

Законом Чувашской Республики от 14.05.2021 № 31 к 24 мая 2021 году Магаринское сельское поселение было упразднено и Покровское
вошло в состав Шумерлинского муниципального округа

## Население
| 2010 | 2012 |
| ---- | ---- |
| 12   | ↗19  |

Национальный состав — чуваши.
Историческая численность населения
Число дворов и жителей: в 1939 — 25 муж., 28 жен.; 1979 — 13 муж., 21 жен.; 2002 — 9 дворов, 13 чел.: 6 муж., 7 жен.; 2010 — 8 част. домохозяйств, 12 чел.: 4 муж., 8 жен.

## Транспорт
Развит автомобильный транспорт.